# Mesosemia coelestis
Mesosemia coelestis is een vlindersoort uit de familie van de prachtvlinders (Riodinidae), onderfamilie Riodininae.
Mesosemia coelestis werd in 1885 beschreven door Godman & Salvin.